# Bo Giertz
Bo Harald Giertz (født 31. august 1905, død 12. juli 1998) var en svensk luthersk biskop og forfatter. 
Giertz blev født i Räpplinge, Öland, som søn af Knut Harald Giertz og Anna Ericson, der var datter af Lars Magnus Ericsson, grundlæggeren af Ericsson-koncernen. I sit tidlige liv var Giertz ateist, men i 1925 besluttede han sig for at blive kristen og begyndte at læse teologi. Han fik sit første embede i 1939 i Torpa og blev i 1949 udnævnt til biskop over Göteborgs Stift, hvilket han var til sin pension i 1970.
Giertz skrev en lang række bøger; blandt de mest udbredte er Kristi Kirke (Kristi kyrka, 1939, udgivet på dansk 1941) og romanen Stengrunden (1941, udgivet på dansk 1942). Teologisk var Giertz på én gang konservativ, pietistisk og højkirkelig. I 2004 blev han af den svenske kirkes tidsskrift Kyrkans tidnings læsere kåret til 1900-tallets vigtigste kristne leder i Sverige.